# Traktorpapper

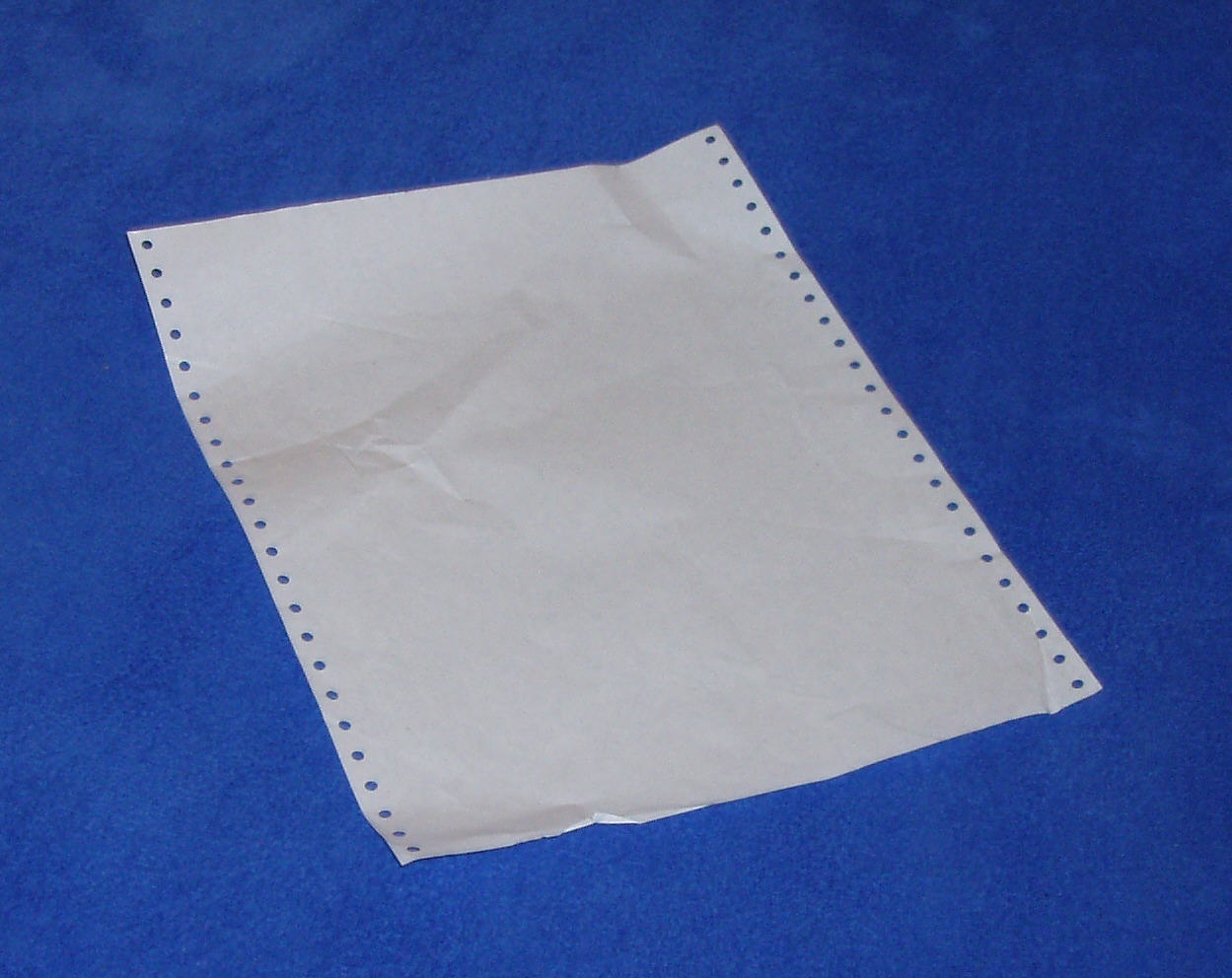
Ett ark traktorpapper.

Traktorpapper är en benämning på skrivpapper som sitter ihop i en lång remsa men som är vik- eller delbara i ett standardformat, t.ex. A4, Letter-format, osv.
Traktorpapper används främst i matrisskrivare, typskrivare och andra högpresterande skrivare där man behöver få utskrivet en större mängd data men där utskriftskvaliteten inte är det viktigaste.
Skillnaden mellan traktorpapper och pappersrullar för t.ex. kvittoskrivare eller räknemaskiner är just att traktorpapperet är vik- och delbart redan vid tillverkning medan de senare rivs av efter utskrift med hjälp av en vass kant.
Ordet traktorpapper kommer liksom fordonet traktor från latinets trahere vilket betyder "följa" eller "dra" och syftar på att papperet sitter ihop i en följsam bana, såsom en traktor som drar ett släp. Kopplingen är ännu tydligare i engelskans "tractor paper" där det besläktade ordet "traction" betyder "dragkraft".
En skämtsam benämning på traktorpapper är "pyjamaspapper" då många utskrifter från stordatormiljöer förr i tiden gjordes på ljusblårandigt traktorpapper som liknade mönstret på äldre pyjamaskläder.